# هونغ سونغ هي
هونغ سونغ هي (بالكورية: 홍승희)‏ هي ممثلة كورية جنوبية. ولدت يوم 19 أغسطس 1997 في هواسونغ في كوريا الجنوبية.

## روابط خارجية
- هونغ سونغ هي على موقع IMDb (الإنجليزية)
- هونغ سونغ هي على موقع روتن توميتوز (الإنجليزية)
- هونغ سونغ هي على موقع قاعدة بيانات الفيلم (الإنجليزية)
- هونغ سونغ هي على موقع كينوبويسك (الروسية)